# Botafogo (Bebedouro)
Botafogo é um distrito do município brasileiro de Bebedouro, no interior do estado de São Paulo.

## História

### Origem
A origem do distrito está relacionada com o processo de ocupação da região no final do século XIX, constando de 1885 os primeiros registros de proprietários rurais no então bairro de Botafogo, sendo eles Manoel Tavares, Antônio Tavares e Quintino Tavares, este último considerado o responsável pela primeira plantação de café.
Destaca-se o Capitão Francisco Lopes de Souza, considerado o fundador de Botafogo, pois em suas terras no ano de 1908 teria sido construída a capela e em torno dela as primeiras casas que dariam origem ao povoado.
Em março de 1911 foi inaugurada a estação ferroviária Botafogo pela Estrada de Ferro São Paulo — Goyaz. Com a chegada dos trilhos houve um significativo crescimento do povoado, com aumento populacional, abertura de estabelecimentos comerciais e novos empreendimentos agrícolas.
No início da década de vinte o povoado possuía cerca de 145 construções e pouco mais de quatro mil habitantes, o que possibilitou a criação do distrito policial em 1920 e do distrito de paz dois anos depois.

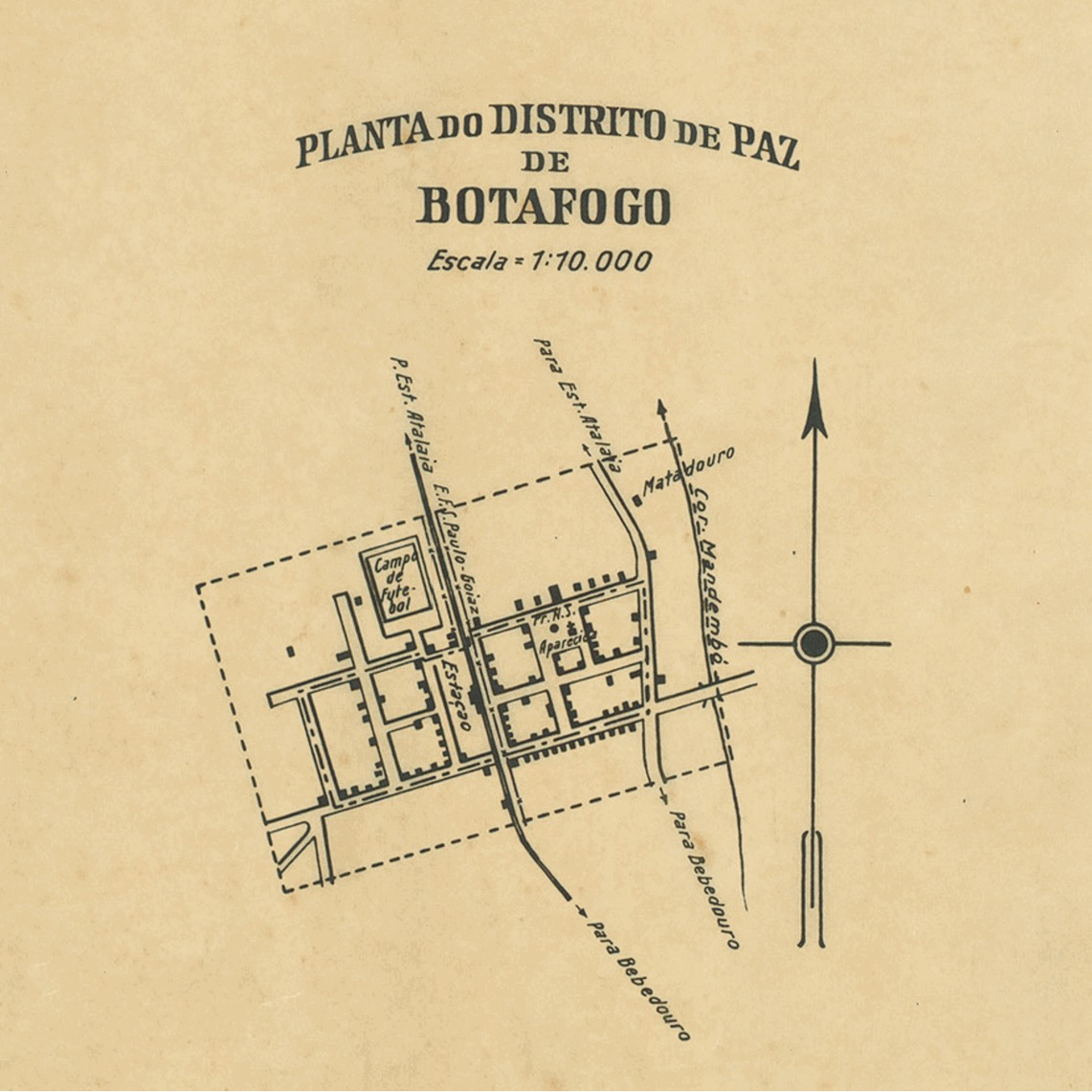
Planta da área urbana original.

### Fatos históricos
- As primeiras escolas surgiram em maio de 1897, sendo duas de ensino primário, uma para cada sexo. Em 1922 ocorreu a criação das Escolas Reunidas de Botafogo, com o funcionamento de quatro classes em prédio localizado junto à estação ferroviária[3].
- O primeiro titular do Cartório de Registro Civil de Botafogo foi Amphilophio Manoel, filho do Coronel João Manoel, influente político de Bebedouro e região[3].
- A Paróquia de Nossa Senhora Aparecida foi criada em 1964, abrangendo toda a área urbana e rural dos distritos de Botafogo e Turvínia[3].
- A estação ferroviária funcionou até o início de 1969, quando houve o fechamento do ramal e a retirada dos trilhos[4].

### Formação administrativa
- Distrito policial de Botafogo criado em 04/10/1920 no município de Bebedouro[5].
- Distrito criado pela Lei nº 1.865 de 31/08/1922[6][7][8].

### Pedido de emancipação
O distrito tentou a emancipação político-administrativa e ser elevado à município, através de processo que deu entrada na Assembléia Legislativa do Estado de São Paulo no ano de 1990, mas como não atendia os requisitos necessários exigidos por lei para tal finalidade, o processo foi arquivado.

## Geografia

### Área urbana
A sede do distrito é a vila de Botafogo:
- área urbana: 392 371 m²
- total de domicílios: 386

### Demografia

#### População urbana
| Crescimento população urbana                                          | Crescimento população urbana | Crescimento população urbana | Crescimento população urbana |
| Censo                                                                 | Pop.                         |                              | %±                           |
| --------------------------------------------------------------------- | ---------------------------- | ---------------------------- | ---------------------------- |
| 1934                                                                  | 477                          |                              |                              |
| 1940                                                                  | 658                          |                              | 37,9%                        |
| 1950                                                                  | 434                          |                              | −34,0%                       |
| 1960                                                                  | 485                          |                              | 11,8%                        |
| 1970                                                                  | 523                          |                              | 7,8%                         |
| 1980                                                                  | 615                          |                              | 17,6%                        |
| 1991                                                                  | 879                          |                              | 42,9%                        |
| 2000                                                                  | 990                          |                              | 12,6%                        |
| 2010                                                                  | 1 005                        |                              | 1,5%                         |
| 2022                                                                  | 949                          |                              | −5,6%                        |
| Fonte: IBGE e Fundação SEADE * em 1940 inclui a população de Turvínia |                              |                              |                              |

#### População total
Pelo Censo 2022 (IBGE) a população total do distrito era de 1 438 habitantes.

### Área territorial
A área territorial do distrito é de 129,968 km².

### Rodovias

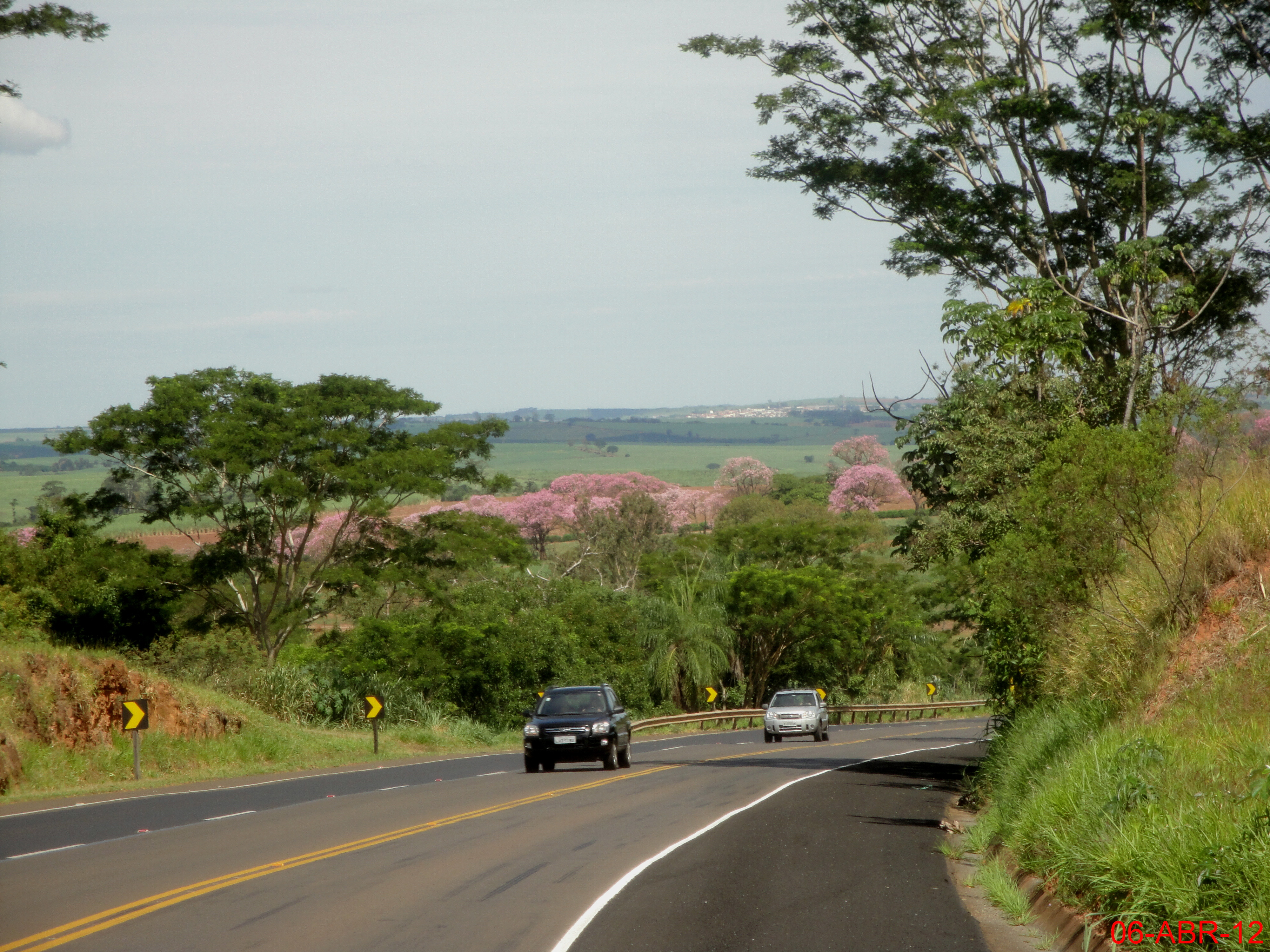
Trecho da SP-351 em Botafogo.

O principal acesso ao distrito é a Rodovia Comendador Pedro Monteleone (SP-351). O distrito localiza-se a cerca de 8 km do perímetro urbano da sede e 12 km do centro da cidade.

## Serviços públicos

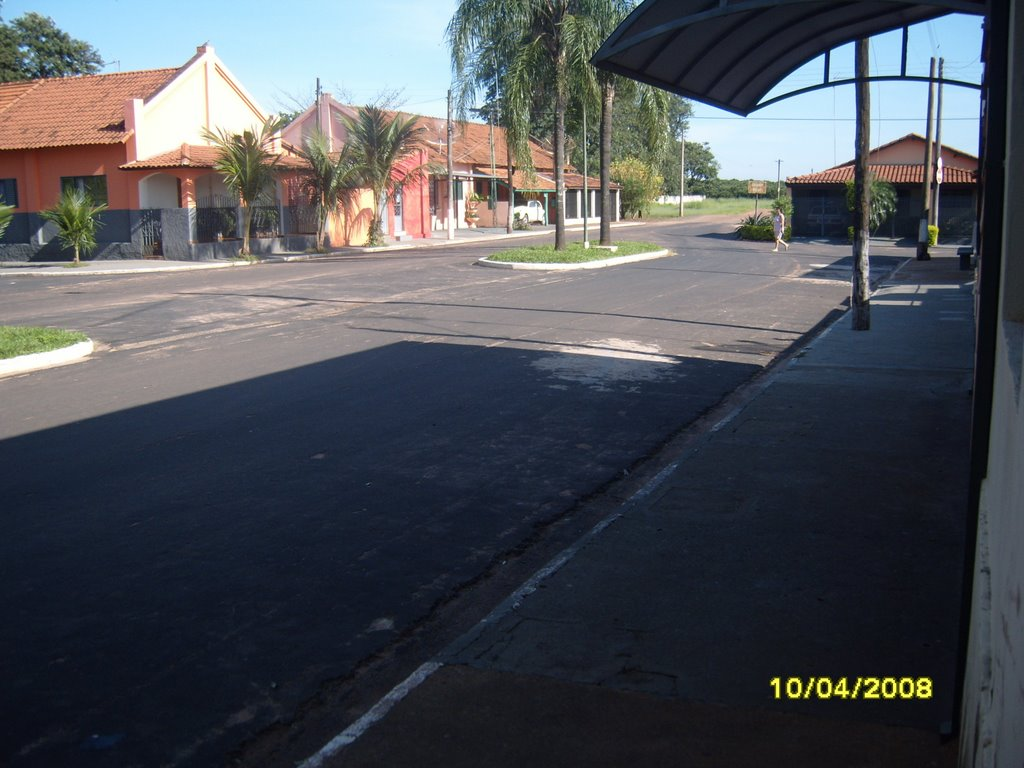
Aspecto local.

### Registro civil
Atualmente é feito no próprio distrito, pois o Cartório de Registro Civil das Pessoas Naturais ainda continua ativo. Os primeiros registros dos eventos vitais realizados neste cartório são:
- Nascimento: 08/01/1923
- Casamento: 01/02/1923
- Óbito: 13/01/1923

### Educação
- E.E. Gustavo Fernando Kulhman

### Saúde
- Unidade Básica de Saúde

### Transportes
Possui um terminal rodoviário, atendido por ônibus suburbanos da Viação Luwasa, que ligam o distrito de Botafogo a Bebedouro, Pirangi, Palmares Paulista e Catanduva.

### Saneamento
O serviço de abastecimento de água é feito pelo Serviço Autônomo de Água e Esgoto de Bebedouro (SAAEB). 

### Energia
A responsável pelo abastecimento de energia elétrica é a CPFL Paulista, distribuidora do grupo CPFL Energia.

### Telecomunicações
O distrito era atendido pela Telecomunicações de São Paulo (TELESP) através da central telefônica de Bebedouro. Em 1998 esta empresa foi vendida para a Telefônica, que em 2012 adotou a marca Vivo para suas operações.

## Religião

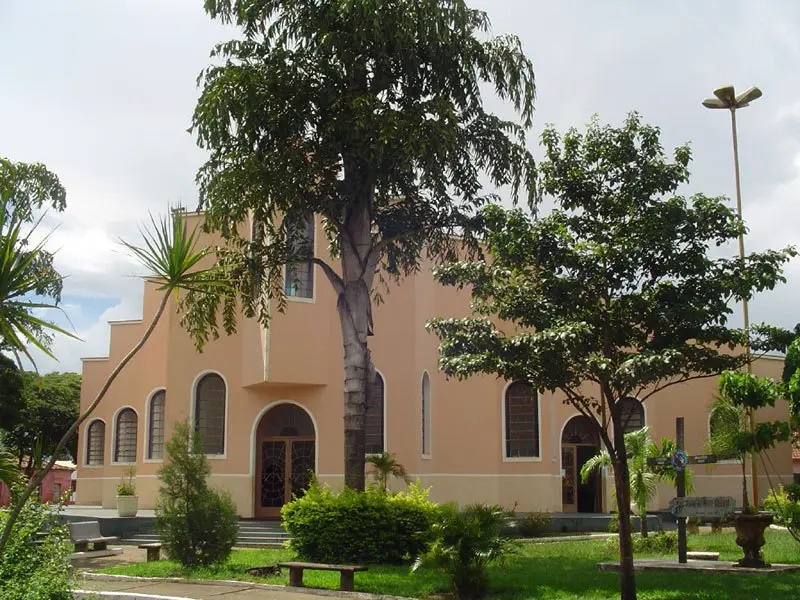
Igreja.

O Cristianismo se faz presente no distrito da seguinte forma:

### Igreja Católica
- Paróquia Nossa Senhora Aparecida - faz parte da Diocese de Jaboticabal[22].

### Igrejas Evangélicas
- Congregação Cristã no Brasil[23].